# Sam Merrill
Samuel Hoskins Merrill (ur. 15 maja 1996 w Salt Lake City) – amerykański koszykarz, występujący na pozycji rzucającego obrońcy, obecnie zawodnik Cleveland Cavaliers.
7 sierpnia 2021 trafił w wyniku wymiany do Memphis Grizzlies. 1 stycznia 2022 został zwolniony. 3 marca 2023 zawarł 10-dniową umowę z Cleveland Cavaliers.

## Osiągnięcia
Stan na 11 marca 2023, na podstawie, o ile nie zaznaczono inaczej.
- Uczestnik turnieju NCAA (2019)
- Mistrz:
  - turnieju konferencji Mountain West (MWC – 2019, 2020)
  - sezonu zasadniczego Mountain West (2019)
- Koszykarz roku Mountain West (2019)[7]
- MVP turnieju Mountain West (2019, 2020)
- Laureat Whitesides Scholar-Athlete (2017–2020)
- Zaliczony do:
  - I skład:
    - Mountain West (2019, 2020)
    - Senior CLASS All-American (2020)
    - Academic All-Mountain West (2017–2020)
    - turnieju Mountain West (2019, 2020)

  - II składu Academic All-American (2020)
  - III składu:
    - Mountain West (2018)
    - All-American (2019)

  - składu honorable mention All-American (2019 przez Associated Press)
- Lider:
  - wszech czasów MWC w skuteczności rzutów wolnych (89,1%)
  - MWC w:
    - skuteczności rzutów:
      - z gry (2020 – 46,1%)
      - wolnych (2019 – 90,9%, 2020 – 89,3%)

    - liczbie:
      - punktów (2019 – 731)
      - celnych rzutów z gry (2019 – 228)
- Zawodnik kolejki Mountain West (4.03.2019, 23.12.2019, 17.02.2020)

NBA
- Mistrz NBA (2021)[8]